# Roman Kratochvíl
Roman Kratochvíl (ur. 24 czerwca 1974 w Bratysławie) – słowacki piłkarz występujący w swojej karierze w Interze Bratysława, Denizlisporze i Konyasporze w roli obrońcy lub pomocnika.

## Sukcesy
- Mistrzostwo Corgoň liga: 2001, 2002
- Puchar Słowacji: 2001, 2002